# 孫德鴻
孫德鴻（Sun, Te-hung，1962年10月17日-），台灣建築師。

## 生平
中原大學建築學系畢業，美國賓州大學藝術學院建築碩士。
早年先後在仲澤還及姚仁喜的建築師事務所底下做事。到了1995年，於台北成立他自己的建築師事務所，之後事務所歷經幾度結束營運、幾度重新開啟，期間亦多年任教於台灣各公私立大學建築系。
曾發表一篇「建築師與農舍：一封給下一代建築人的道歉信」文章，提出建築師責任與土地利用的深刻反思，該文引起大量網路轉載及業界關注。

## 建築作品

### 新北市
- 十三行博物館，2003年完工。

### 桃園市(桃園縣)
- 法鼓山大溪齋明寺增建工程，2010年完工。

### 連江縣
- 戰爭和平紀念公園主題館，2010年完工。

## 獲獎
- 2001年，蘭陽博物館競圖首獎。
- 2002年，以十三行博物館獲得第24屆台灣建築獎首獎。[3]
- 2003年，以十三行博物館奪得遠東集團遠東建築獎傑出獎。
- 2009年，榮獲侯金堆先生文教基金會「侯金堆傑出榮譽獎」綠建築類。[4]
- 2012年，以法鼓山大溪齋明寺增建工程案獲選第34屆台灣建築獎首獎。
- 2015年，榮獲中華民國傑出建築師獎。（該年度，郭旭原、阮慶岳亦同獲此殊榮）[5]

## 外部連結
- 2015傑出建築師獎專輯 之一
- 2015傑出建築師獎專輯 之二
- 2015傑出建築師獎專輯 之三
- 十三行以外（页面存档备份，存于）